# Ibuprofen
Ibuprofenul (cu denumirile comerciale Brufen și Advil) este un antiinflamator nesteroidian din clasa derivaților de acid propionic, utilizat ca antiinflamator,analgezic și antipiretic. Printre principalele indicații se numără: durere de intensitate ușoară până la moderată, febră, poliartrită reumatoidă, artroză și dismenoree. Căile de administrare disponibile sunt orală, intravenoasă, topică și rectală.
Se află pe lista medicamentelor esențiale ale Organizației Mondiale a Sănătății. Medicamentul a fost descoperit în 1961. Este disponibil ca medicament generic. Ibuprofen a fost lansat pe piață pentru prima dată în anul 1969 în Regatul Unit și în anul 1974 în Statele Unite ale Americii.

## Indicații
Analgezic în durerea ușoară și moderată reumatism degenerativ și inflamator, suferințe disco-vertebrale, reumatism extraarticular.

## Efecte adverse
Greață, vome, epigastralgii, diaree, erupții, prurit, cefalee, amețeli, anxietate. Efectele adverse mai puțin frecvente includ ulcer esofagian, insuficiență cardiacă, niveluri ridicate de potasiu în sânge, afectarea funcției renale, confuzie și bronhospasm. Ibuprofenul poate agrava astmul, uneori în mod fatal. Pot apărea reacții alergice, inclusiv anafilaxie și șoc anafilactic.
Un studiu canadian asupra femeilor gravide sugerează că cele care iau orice tip sau cantitate de AINS (inclusiv ibuprofen, diclofenac și naproxen) au avut de 2,4 ori mai multe șanse de a avea un avort spontan decât cele care nu au luat aceste medicamente. Cu toate acestea, un studiu israelian nu a constatat un risc crescut de avort spontan în grupul de mame care utilizează AINS.

## Contraindicații
Alergie la ibuprofen, ulcer gastric și duodenal, hepatite, angioedem, sarcină.

## Mod de administrare
Oral, analgezic 200–1000 mg pe zi; ca antiinflamator 1200–2400 mg pe zi, divizat în 3-4 prize. Prima doză zilnică se poate lua dimineața, pe nemâncate, celelalte după masă.

## Controverse
În decembrie 2015, justiția australiană a decis că producătorul medicamentului, gigantul farmaceutic Reckitt Benckiser trebuie să retragă din rafturile farmaciilor din Australia unele cutii ale popularului analgezic Nurofen, pe motiv că a fost făcută reclamă mincinoasă.
Decizia justiției a fost luată după ce în urmă cu nouă luni, Comisia de Concurență și Consum a Australiei (ACCC) a denunțat instanței faptul că Nurofenul este vândut pentru diverse afecțiuni în cutii diferite, deși substanța activă este identică în toate.